# Missão Abreviada

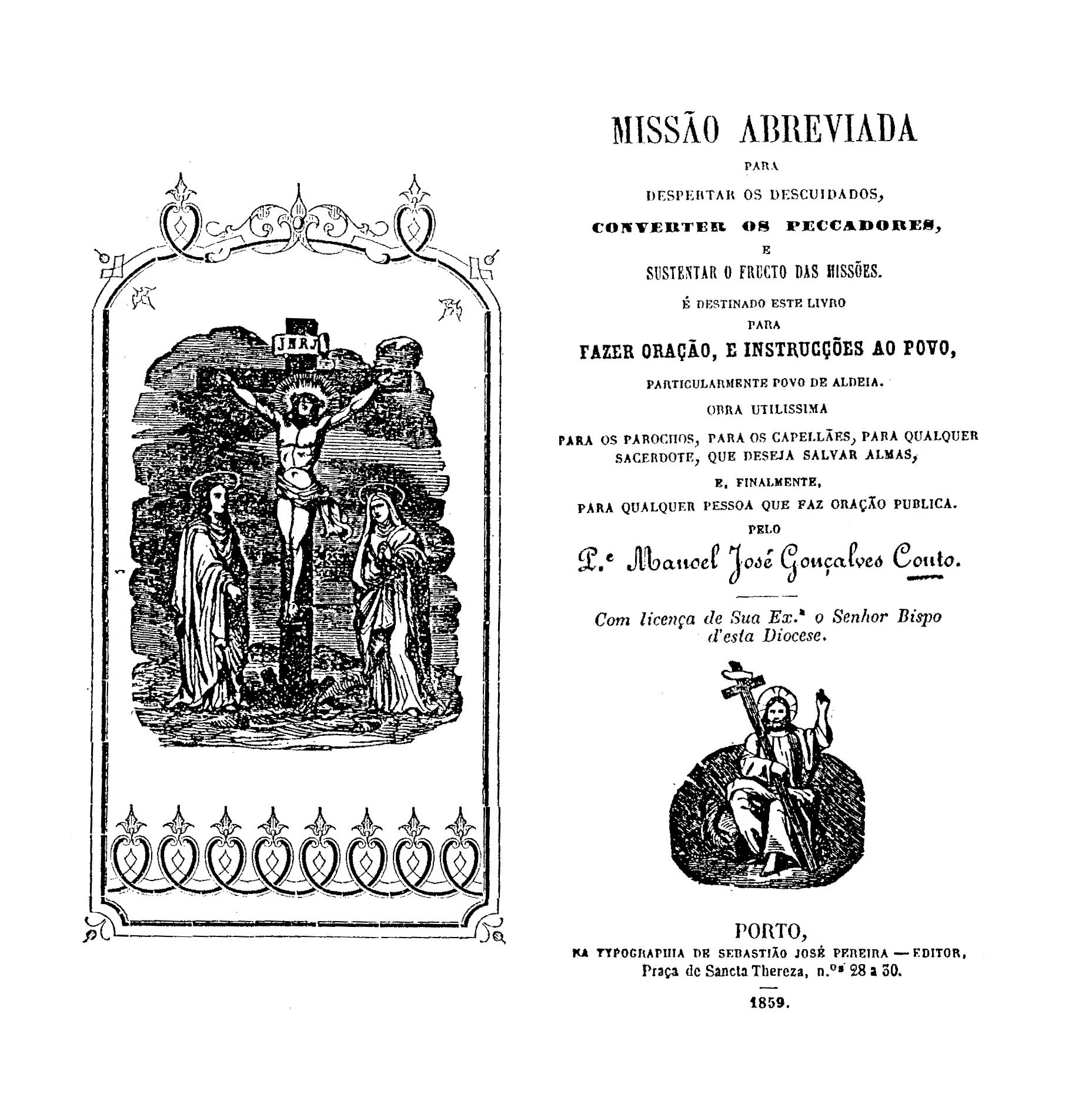
1ª Edição (Folha de rosto e página anterior)

Missão Abreviada é o título de um livro do padre catolico  Manuel José Gonçalves Couto editado em Portugal em 1859.
Foi o livro mais editado no país durante o século XIX: é superior a 140 mil o número de exemplares que atingiu a tiragem das suas 16 edições, entre 1859 (1ª edição) e 1904 (16ª edição). Teve ainda uma edição comemorativa, por ocasião do quase 1º Centenário do falecimento do autor, levada a efeito pela Comissão de Festas de Telões de 1995. Esta edição, com 800 exemplares impressos, foi feita a partir da 15ª edição. 
O êxito da Missão Abreviada é tal que, apenas como exemplo, podemos referir ter a 10ª edição, de 1876, chegado a Goa em menos de um ano, pois dela se extraíram duas meditações inseridas numa publicação ali impressa em 1877.
A Missão Abreviada teve também um Additamento, com várias edições.
O autor do livro  tinha a peculiaridade de se ter dedicado inteiramente à pregação itinerante, no quadro altamente estruturado das chamadas missões populares - quinze sermões, orações, confissões, etc. - e à pregação da Palavra de Deus.  O objectivo da obra,  que é uma colecção de homilias, instruções, orações, vidas de santos, etc., e tem quase mil páginas, era servir como um manual para estas missões.
O tipo de espiritualidade que emerge no livro  Missão Abreviada é caracterizado pelo apelo feito em primeiro lugar aos sentimentos, mesmo que a argumentação não esteja ausente; o papel central atribuído à figura de Cristo; a importância dada ao exemplo dos santos; o seu aspecto moralizante e popular, com Manuel Couto aplicando-se a tocar especialmente as pessoas humildes para dirigir a sua vida quotidiana; a ênfase colocada na penitência como forma de manifestar e manter a conversão a Deus ; mas também um certo grau de terror, mantido pela perspectiva do castigo divino no além e por visões apocalípticas (poder-se-ia falar de uma espiritualidade de terror, mesmo de ascese negra, a seu respeito), terror  no entanto, contrabalançado pela possibilidade de salvação para cada pecador que se redime e por uma imagem de Deus que, sendo um juiz implacável, é, acima de tudo, amor. O objectivo principal tanto das missões populares como da Missão Abreviada permanece em qualquer caso a conversão ou emenda do pecador.

## Ligações Externas
- Missão abreviada para despertar os descuidados, converter os pecadores e sustentar o fruto das missões na Biblioteca Nacional de Portugal